# قائمة المناطق البيئية في عمان
هذه قائمة بالمناطق البيئية الموجودة في سلطنة عمان، بحسب ما أورده الصندوق العالمي للطبيعة.

## المناطق البيئية الأرضية
تقع اليمن على الحدود بين منطقتين بيئيتين، أحداهما هي المنطقة المدارية الإفريقية، والتي تغطي الجزء الجنوبي الشرقي من شبه الجزيرة العربية، بالإضافة إلى أفريقيا جنوب الصحراء الكبرى ومدغشقر. والأخرى هي المنطقة القطبية الشمالية القديمة، والتي تغطي بقية شبه الجزيرة العربية، بالإضافة إلى أوراسيا المعتدلة وشمال أفريقيا.

### المراعي المعتدلة والسافانا والأراضي الشجرية
- الأحراش الجبلية الحجرية (المنطقة المدارية الإفريقية)

### الصحاري والأحراش الجافة
- الصحراء العربية وشرق الصحراء العربية والأراضي الشجرية الجافة (المنطقة القطبية الشمالية القديمة)
- صحراء الضباب الساحلية في شبه الجزيرة العربية (المنطقة المدارية الإفريقية)
- صحراء وشبه صحراء خليج عمان (المنطقة المدارية الإفريقية)
- صحراء وشبه صحراء نوبو-سنديان الاستوائية في البحر الأحمر (المنطقة القطبية الشمالية القديمة)
- سافانا سفوح جنوب غرب الجزيرة العربية (المنطقة المدارية الإفريقية)

## المناطق البيئية البحرية
- خليج عمان
- غرب بحر العرب